# 이재황 (프로게이머)
이재황(1986년 9월 15일 ~ )은 대한민국의 전직 스타크래프트 프로게이머이다. JiHyun[jOypOp]라는 아이디를 사용하며, 종족은 저그이다.
2003년부터 프로게이머 활동을 시작하였으며, 2005년 상반기 드래프트에서 삼성전자 칸의 1차 지명으로 입단하였다.
데뷔이후로 팀플레이에서만 활동하였고, 2009년 팀플레이가 없어지자 제대로 출전 기회를 잡지 못하였고, 2009년 12월 공식적으로 은퇴 공시가 발표되었다.

## 수상 경력
- 2003년 8월 진주 서경방송배 게임대회 4강
- 2003년 10월 부산 동주대학교 개인전/팀플 우승
- 2003년 10월 울산 과학대학교 팀플 3위
- 2003년 12월 제2회 대한민국 청소년 사이버게임대전 우승(문화관광부장관상)
- 2004년 5월 2004년 경상남도 청소년 한마음축제 경연대회 컴퓨터게임 부문 1위
- 2004년 5월 경상남도지사상 제2회 대한민국청소년 사이버게임대전 우승(문화관광부장관상)
- 2004년 8월 진주 서경방송배 게임대회 우승
- 2006년 9월 2006 신한은행 스타리그 시즌2 24강
- 2008년 7월 신한은행 프로리그 2008 팀플 조합상 (박성훈,이재황)
- 2009년 5월 곰TV TG삼보-인텔 클래식 2008 시즌3 32강